# MLS Cup 2021
La MLS Cup 2021 fue la edición número 26 de la MLS Cup, el partido por el campeonato de la Major League Soccer (MLS), y se jugó en el Providence Park en Portland, Oregón. El partido se disputó el 11 de diciembre entre Portland Timbers y el New York City FC. El equipo neoyorquino ganó su primer campeonato de MLS Cup al vencer a los Timbers en los tiros desde el punto penal tras un empate a un gol en tiempo regular y prórroga.

## Ruta de los finalistas
Los finalistas de esta edición, Portland Timbers y el New York City FC (NYCFC), terminaron cada uno en el cuarto lugar de las Conferencias Oeste y Este respectivamente. Los Timbers sumaron cuatro puntos más en la temporada regular que los neoyorquinos y fueron designados como locales para esta final de la MLS Cup. Portland había llegado a dos finales, ganando una (2015) y perdiendo otra (2018), mientras que el NYCFC nunca había llegado a una final hasta esta edición. Los dos clubes nunca se enfrentaron entre sí en la temporada regular y se encontraron por última vez en los cuartos de final del torneo MLS is Back 2020, donde los del Oregón ganaron por tres goles a uno. Esta era la séptima temporada consecutiva donde el campeón de la Conferencia Oeste era Portland o sus rivales del Seattle Sounders, quienes ganaron la copa en dos ocasiones.

### Portland Timbers
Previamente los Timbers han sido campeones de la MLS Cup 2015 y subcampeones de la edición 2018 bajo el mando del entrenador venezolano Giovanni Savarese. Durante la temporada 2020, acortada por la pandemia del COVID-19, este equipo ganó el torneo MLS is Back en Florida y terminó tercero en la Conferencia Oeste, pero fueron eliminados en la primera ronda de los play-offs por el FC Dallas en la tanda de penaltis.
Durante el offseason entre 2020 y 2021, los Timbers traspasaron a dos de sus defensas laterales por izquierda, Jorge Villafaña y Marco Farfan, y compraron al carrilero argentino Claudio Bravo y al lateral mexicano Josecarlos Van Rankin como reemplazos. El equipo también fichó al delantero chileno Felipe Mora a un contrato definitivo después de que venciera su préstamo por un año con los Pumas de la UNAM. Se esperaba que Portland confiara fuertemente en el trío de centrocampistas compuesto por Diego Chará, Diego Valeri y Sebastián Blanco (quien estuvo lesionado por la mayoría de la temporada 2020).
Portland empezó la temporada con tres victorias y cuatro derrotas en sus primeros siete partidos, teniendo nueve puntos y posicionándose séptimo en la Conferencia Oeste en junio. Los Timbers también participaron en la Liga de Campeones de la Concacaf, habiendo clasificado como campeones del torneo MLS is Back, y fueron eliminados por el Club América a comienzos de mayo. El rendimiento inconsistente fue señalado por perder jugadores claves debido a lesiones, incluyendo el volante peruano Andy Polo, los porteros titulares Jeff Attinella y Steve Clark, el portero suplente Aljaž Ivačič y el centrocampista Diego Chará. Para fines de mayo, diez de sus jugadores fueron listados como lesionados o incapaces de jugar.
Luego de un descanso a inicios de junio para la Copa de Oro de la Concacaf 2021, los Timbers pudieron ganar ante Sporting Kansas City y remontar para empatar con el Houston Dynamo para ser quintos en la conferencia. Savarese empleó distintas formaciones en cada partido para rotar futbolistas, cambando de un 4-2-3-1 contra Kansas City a un 5-3-2 para el juego con Houston y un partido subsecuente contra el Minnesota United FC, que al final cayeron derrotados. Portland salió de zona de play-offs hasta el octavo puesto en el oeste después de las derrotas como visitante ante el Austin FC, Minnesota United y Los Angeles Galaxy en julio; sin embargo, ganaron sus dos partidos en casa contra el FC Dallas y Los Angeles FC.
Durante el mercado de fichajes de verano, Portland contrató a los centrocampistas George Fochive para reemplazar a Andy Polo y Santiago Moreno como jugador franquicia joven; y el club también cambió a Jeremy Ebobisse a los San Jose Earthquakes, un movimiento que le dio el rol de titular al delantero Felipe Mora. Tras eso, los Timbers regresaron a la pelea por la postemporada a principios de agosto empatando con los Earthquakes y venciendo al Real Salt Lake para empezar una seguidilla de tres juegos en su estadio, que terminó con una derrota de 6-2 contra su máximo rival Seattle Sounders. En ese periodo, varios jugadores esenciales comenzaron a recuperarse de lesiones, incluyendo el centrocampista argentino Sebastián Blanco, el delantero polaco Jarosław Niezgoda, el defensor congoleño Larrys Mabiala y el portero Steve Clark, pero el equipo se quedó corto y empezó con cinco cotejos de visita empatando con el Sporting Kansas City y perdiendo con el Austin FC.
Después de caer a la novena plaza, los Timbers cerraron agosto con una victoria de 2-0 contra los Sounders en medio de cinco juegos consecutivos fuera de casa, pero perdieron al centrocampista Eryk Williamson por el resto de la campaña debido a un desgarro del ligamento cruzado anterior en su rodilla. Ese juego fue el primero de una racha de ocho partidos sin perder (incluyendo siete triunfos) que duraron por todo septiembre y les permitió escalar al cuarto lugar en la conferencia. La seguidilla se cortó perdiendo contra Los Angeles Galaxy seguida de otras dos derrotas ante Vancouver Whitecaps y  Colorado Rapids, más Portland permaneció en el cuarto puesto. Los Timbers aseguraron un lugar en los play-offs en su último partido de octubre, ganando dos goles a cero contra San Jose y terminaron la campaña con victorias ante Real Salt Lake y Austin. Portland culminó la temporada regular de 2021 con 55 puntos y 17 victorias, imponiendo un nuevo récord para el club en su tiempo en la MLS, y obtuvieron la cuarta plaza en los play-offs de la Conferencia Oeste. 
Portland comenzó su camino de postemporada en la primera ronda con una victoria en casa por 3-1 contra el quinto lugar Minnesota United, rompiendo una racha de siete juegos sin ganar contra los visitantes. Franco Fragapane abrió el marcador para el Minnesota United con un disparo raso al minuto 11, pero un cabezazo de Larrys Mabiala antes del descanso empató el encuentro. Los Timbers se pusieron en ventaja en el minuto 48 con un trallazo de Sebastián Blanco, que fue tratado por lesión y que 20 minutos después con un tiro desde 20 metros anotó su segundo gol y el tercero del equipo. Portland avanzó a semifinales de conferencia, visitando al primer lugar Colorado Rapids en el Thanksgiving Day, juego que ganaron 1-0 con un gol de último minuto de Mabiala en medio de un revoltijo en el área grande. Sin embargo, el equipo perdió de nuevo a Blanco, quien recayó en lesión al minuto 50 y se quedarían sin el colombiano Dairon Asprilla, pues fue expulsado tras ver la tarjeta roja en el tiempo de descuento.
Los Timbers recibieron en casa al séptimo sembrado Real Salt Lake, quien dio dos sorpresas en los play-offs 2021, siendo esto una revancha de la final de la Conferencia Oeste del 2013. Portland abrió el marcador al quinto minuto con un tiro de Felipe Mora, aprovechando un despeje defectuoso del zaguero del Real Salt Lake, Aaron Herrera en el área grande. Posteriormente, el colombiano Santiago Moreno extendió la ventaja al minuto 61, anotando su primer gol en la MLS con un chutazo desde 23 metros, que golpeó en el poste y rebotó en el portero David Ochoa para introducirse en el arco. Con ello los Timbers avanzaron a la final de la MLS Cup con su victoria de dos goles contra cero, rompiendo una racha contra el Real Salt Lake de no ganarles en partidos de postemporada.

### New York City FC
El New York City FC entró a la liga como un equipo de expansión en 2015 y clasificó a postemporada en seis temporadas consecutivas arrancando en 2016. El equipo alcanzó las semifinales de la conferencia Este en cinco ocasiones, pero no había avanzado de esa etapa. En la temporada 2020, la primera con su nuevo entrenador, el noruego Ronny Deila, terminó con un quinto lugar en la conferencia y una eliminación en primera ronda de play-offs contra el Orlando City SC en la tanda de penaltis.
Durante el offseason, el City transfirió anterior capitán Alexander Ring y al defensa costarricense Ronald Matarrita a otros equipos de la MLS y firmó a varios jugadores jóvenes en su lugar. Entre ellos estaban el centrocampista Alfredo Morales, al extremo brasileño Thiago Andrade y dos defensores: el danés Malte Amundsen y el norteamericano Chris Gloster, ambos para sustituir a Matarrita. La temporada 2021 también significó el regreso del centrocampista ofensivo argentino Maximiliano Morález, uno de los dos jugadores franquicia del club, que se perdió gran parte de la temporada 2020 por múltiples lesiones. Contrario a sus temporadas primerizas donde el equipo confiaba más en futbolistas veteranos de ligas en Europa, el NYCFC optó en su lugar en invertir en talento joven reclutado de ligas menores en América del Sur.
El City comenzó la campaña con la mejor diferencia de goles en la Conferencia Este pero no pudo ganar en tres fechas en mayo y entró al descanso de junio en cuarto lugar. El equipo entonces no contaba con el arquero Sean Johnson ni con James Sands, convocados con la selección de Estados Unidos para la Copa de Oro; así como tampoco contaban con el nuevo refuerzo brasileño Talles Magno por una lesión, entrando en una carga de diez encuentros en 36 días empezando a mediados de julio. El club estaba segundo en el Este a comienzos de agosto, pero después en otra seguidilla de diez partidos jugados solo pudo conseguir una victoria.
New York terminó cuarto en el Este y empezó su camino en los play-offs de 2021 en la primera ronda venciendo al Atlanta United FC por dos a cero en condición de local, marcando dos goles en cuatro minutos del segundo tiempo. Con ello, el NYCFC pasó a las semifinales de conferencia donde jugaría contra los ganadores del Supporters' Shield, New England Revolution, siendo el cotejo en el Gillette Stadium de Foxborough, empatando a dos goles después de finalizar la prórroga a pesar de que su principal goleador, el atacante argentino Valentín Castellanos fue expulsado por recibir una segunda tarjeta amarilla. En la tanda de penaltis, el New York City obtuvo una sorpresiva victoria por marcador de 5-3 después de que el disparo del polaco Adam Buksa fuera atajado por Sean Johnson.
Su contricante en la final de la Conferencia Este, el Philadelphia Union, no pudo completar un plantel debido a la ausencia de 11 jugadores -incluyendo varios titulares- que debieron estar bajo cuarentena en los protocolos de prevención de la liga, por contagios de COVID-19. El New York City ganó por dos goles a uno contra el Union, encajando el primer gol pero igualando noventa segundos después y marcando el gol decisivo en el minuto 87.

### Resumen de resultados
| Pos | Equipos                | PJ | Pts |
| --- | ---------------------- | -- | --- |
| 1   | New England Revolution | 34 | 73  |
| 2   | Philadelphia Union     | 34 | 54  |
| 3   | Nashville SC           | 34 | 54  |
| 4   | New York City FC       | 34 | 51  |
| 5   | Atlanta United         | 34 | 51  |
| 6   | Orlando City SC        | 34 | 51  |
| 7   | New York Red Bulls     | 34 | 48  |

| Pos | Equipos                | PJ | Pts |
| --- | ---------------------- | -- | --- |
| 1   | Colorado Rapids        | 34 | 61  |
| 2   | Seattle Sounders FC    | 34 | 60  |
| 3   | Sporting Kansas City   | 34 | 58  |
| 4   | Portland Timbers       | 34 | 55  |
| 5   | Minnesota United FC    | 34 | 49  |
| 6   | Vancouver Whitecaps FC | 34 | 49  |
| 7   | Real Salt Lake         | 34 | 48  |

## Local

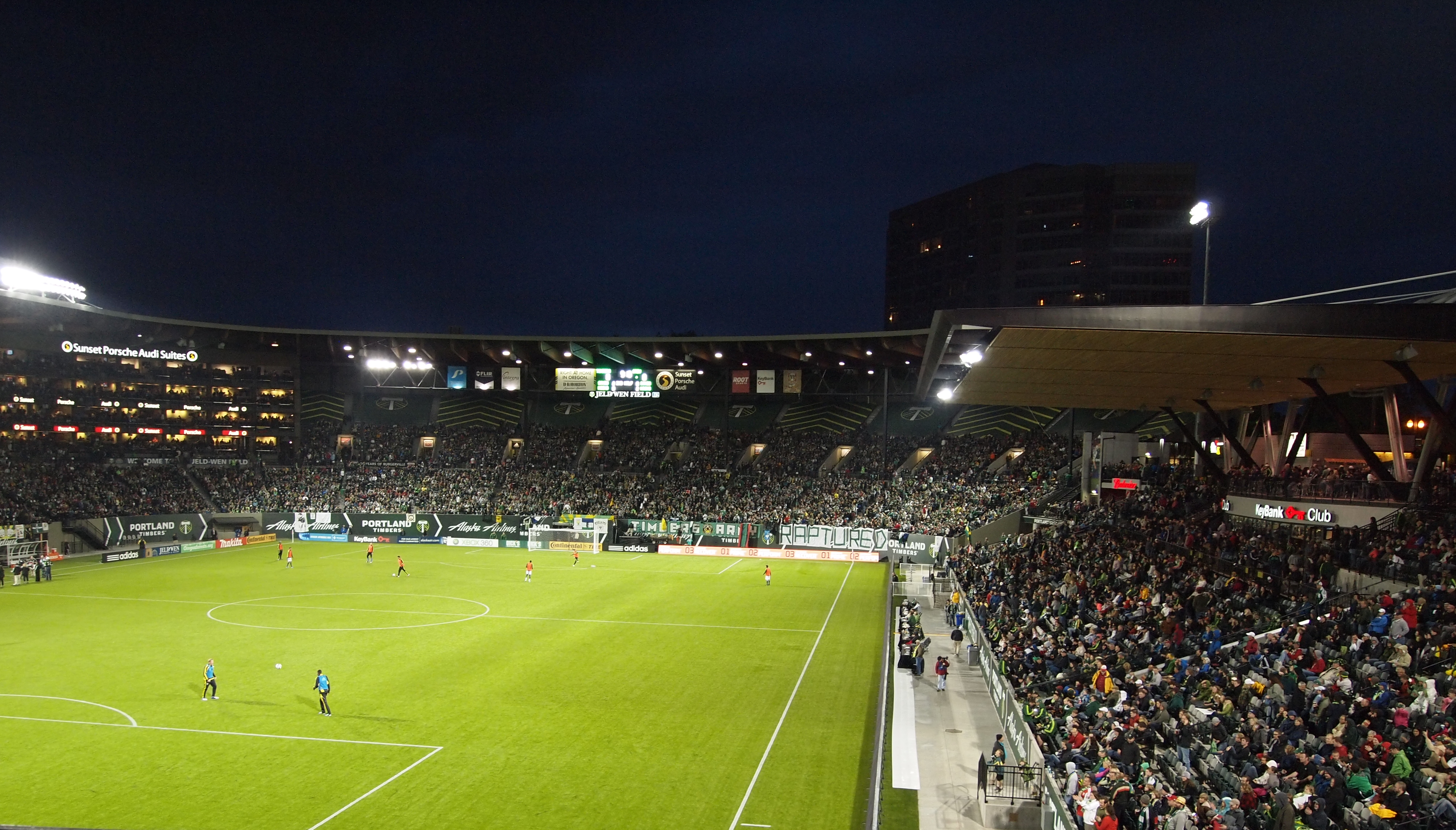
Providence Park, sede de la final

Esta final se jugó en el Providence Park, el estadio donde funge como local el Portland Timbers, quién acabó arriba del New York City FC en la tabla general acumulada, albergando la final de la MLS Cup por primera vez en su historia. Fue construido como un estadio multiusos en 1926 y remodelado en 2011 en un complejo de fútbol para el debut de los Timbers en la MLS; seguido de una expansión completa en 2019, Providence Park tiene una capacidad para 25 218 espectadores. Previo a su remodelación, el estadio albergó el Soccer Bowl de 1977, el juego por el campeonato de la NASL, y varios partidos durante las ediciones de la Copa Mundial Femenina de Fútbol de 1999 y 2003.
El boletaje salió a la venta el 7 de diciembre, comenzando con los socios que renovaron para la temporada 2022 de los Portland Timbers, seguido por la venta a otros socios y para el público en general. Los boletos se declararon como agotados 20 minutos después de salir a la venta, solamente con asientos disponibles al público en general, por medio de un corte en Amazon Web Services que afectó a SeatGeek, el proveedor oficial de boletos de la liga.

## Transmisión
El encuentro fue transmitido en los Estados Unidos por ABC en inglés y UniMás y TUDN en español. La transmisión canadiense fue hecha por TSN en inglés y TVA Sports en francés. La transmisión de ABC fue presentada por Jon Champion como el narrador y Taylor Twellman como comentarista, así como Sam Borden como reportero en cancha y el árbitro británico Mark Clattenburg como analista de reglas. Fue grabada con 28 cámaras, incluyendo nueve fijas, cuatro en los postes y una cámara aérea sobre la cancha. UniMás tuvo de comentaristas a Luis Omar Tapia, Diego Balado, Ramses Sandoval y Daniel Nohra. El partido también se transmitió internacionalmente en 200 países, incluido ESPN International en América Latina, el Caribe y Oceanía. 
El himno nacional fue interpretado antes del partido por Portugal. The Man, una banda de rock alternativo de Portland.

## Partido

### Resumen
La final empezó a las 12:23 p. m. en el Providence Park, frente a 25 218 espectadores con boletería agotada. El balón oficial para la temporada 2022 se utilizó en este partido, teniendo un debut anticipado.
Valentín Castellanos abrió el marcador para el New York City al minuto 41 con un remate de cabeza tras un tiro libre que se le fue de las manos al portero Steve Clark. Durante la celebración del gol, el paraguayo Jesús Medina fue golpeado en la cabeza por una de dos latas de cerveza arrojadas desde la grada, resultando en una breve suspensión del partido. Sin embargo, los Timbers empataron en el cuarto minuto del tiempo de descuento, siendo el gol más tardío en tiempo regular en la historia de la MLS Cup, con el chileno Felipe Mora que pateó desde el área tras un rebote. El partido se mantuvo empatado en la prórroga y se procedió a la tanda de penaltis, donde el New York City ganó 4–2. El guardameta Sean Johnson atajó los dos tiros por parte de Mora y Diego Valeri en los primeros tiros, mientras que Alexander Callens concretó el penalti decisivo en el quinto disparo.
| MLS Cup; 11 de diciembre de 2021          | Portland Timbers                 | 1:1 (1:1, 0:1) (t. s.)(2:4 p.) | New York City                                            | Providence Park, Portland, Oregón | |
| 12:00 (UTC-4)                             | Mora 31'                         | Reporte                        | 41' Castellanos                                          | Asistencia: 25 218 espectadores Árbitro(s): Armando Villarreal Árbitros asistentes: Frank Anderson y Oscar Mitchell-Carvalho VAR: Chris Penso Árbitro asistente del VAR: Cory Richardson | Asistencia: 25 218 espectadores Árbitro(s): Armando Villarreal Árbitros asistentes: Frank Anderson y Oscar Mitchell-Carvalho VAR: Chris Penso Árbitro asistente del VAR: Cory Richardson |
|                                           |                                  | Tiros desde el punto penal     |                                                          | | |
|                                           | Mora · Valeri · Moreno · Paredes |                                | Castellanos · Morales · Morález · Talles Magno · Callens | | |
| MLS Cup MVP: Sean Johnson (New York City) |                                  |                                |                                                          | | |

|  |  |

| POR               | 12 | Steve Clark           |     |     |
| DEF               | 2  | Josecarlos Van Rankin | 59' | 89' |
| DEF               | 33 | Larrys Mabiala        |     |     |
| DEF               | 13 | Dario Župarić         |     |     |
| DEF               | 5  | Claudio Bravo         |     |     |
| MED               | 21 | Diego Chará (c)       | 90' |     |
| MED               | 20 | George Fochive        |     | 62' |
| MED               | 23 | Yimmi Chará           |     |     |
| MED               | 10 | Sebastián Blanco      |     | 62' |
| MED               | 27 | Dairon Asprilla       |     | 84' |
| DEL               | 9  | Felipe Mora           |     |     |
| Suplentes:        |    |                       |     |     |
| POR               | 31 | Aljaž Ivačič          |     |     |
| DEF               | 25 | Bill Tuiloma          |     |     |
| DEF               | 28 | Pablo Bonilla         |     |     |
| DEF               | 85 | Zac McGraw            |     |     |
| MED               | 8  | Diego Valeri          |     | 89' |
| MED               | 22 | Cristhian Paredes     |     | 62' |
| MED               | 30 | Santiago Moreno       |     | 62' |
| MED               | 44 | Marvin Loría          |     |     |
| DEL               | 11 | Jarosław Niezgoda     |     | 64' |
| Entrenador:       |    |                       |     |     |
| Giovanni Savarese |    |                       |     |     |

| POR         | 1  | Sean Johnson (c)      | 88'   |       |
| DEF         | 24 | Tayvon Gray           |       |       |
| DEF         | 4  | Maxime Chanot         |       |       |
| DEF         | 6  | Alexander Callens     |       |       |
| DEF         | 20 | Guðmundur Þórarinsson |       | 90+2' |
| MED         | 16 | James Sands           |       |       |
| MED         | 7  | Alfredo Morales       |       |       |
| MED         | 19 | Jesús Medina          | 90+1' | 95'   |
| MED         | 10 | Maximiliano Morález   |       |       |
| MED         | 42 | Santiago Rodríguez    | 80'   | 80'   |
| DEL         | 11 | Valentín Castellanos  |       |       |
| Suplentes:  |    |                       |       |       |
| POR         | 13 | Luis Barraza          |       |       |
| DEF         | 12 | Malte Amundsen        |       | 90+2' |
| MED         | 15 | Tony Rocha            |       |       |
| MED         | 23 | Gedion Zelalem        |       |       |
| MED         | 26 | Nicolás Acevedo       |       |       |
| DEL         | 8  | Thiago Andrade        |       |       |
| DEL         | 9  | Héber                 |       |       |
| DEL         | 17 | Ismael Tajouri-Shradi |       | 80'   |
| DEL         | 43 | Talles Magno          |       | 95'   |
| Entrenador: |    |                       |       |       |
| Ronny Deila |    |                       |       |       |

| Reglas de partido - 90 minutos. - 30 minutos de tiempo extra si es necesario. - Tiros desde el punto penal si no se desempata en 120 minutos. - Máximo de nueve suplentes. - Máximo de cinco sustituciones, con un sexto dejados en tiempo extra. |

|                                      |
| Bandera del Estado de Nueva York     |
| Campeón New York City FC 1.er título |